# Eophileurus dentatus
Eophileurus dentatus är en skalbaggsart som beskrevs av Blackburn 1895. Eophileurus dentatus ingår i släktet Eophileurus och familjen Dynastidae. Inga underarter finns listade i Catalogue of Life.